# Colonia Josefa Ortiz de Domínguez
Colonia Josefa Ortiz de Domínguez är en ort i Mexiko.   Den ligger i kommunen Jiutepec och delstaten Morelos, i den sydöstra delen av landet, 60 km söder om huvudstaden Mexico City. Colonia Josefa Ortiz de Domínguez ligger 1 413 meter över havet och antalet invånare är 730.
Terrängen runt Colonia Josefa Ortiz de Domínguez är huvudsakligen kuperad, men den allra närmaste omgivningen är platt. Runt Colonia Josefa Ortiz de Domínguez är det mycket tätbefolkat, med 3 134 invånare per kvadratkilometer. Närmaste större samhälle är Cuernavaca, 8,8 km väster om Colonia Josefa Ortiz de Domínguez. Omgivningarna runt Colonia Josefa Ortiz de Domínguez är en mosaik av jordbruksmark och naturlig växtlighet.